# Chavigny-Bailleul

Chavigny-Bailleul este o comună în departamentul Eure, Franța. În 1 ianuarie 2022 avea o populație de 580 de locuitori.